# Champagnegalopp (film)
Champagnegalopp är en svensk gladporrfilm från 1975 i regi av Vernon P. Becker.

## Om filmen
Filmen premiärvisades den 17 februari 1975 på biograf Festival i Stockholm. Den spelades in vid Europa Studio i Sundbyberg och Köpenhamn av Tony Forsberg. Filmen visades i 3-D så biopubliken tillhandahölls mörka glasögon.

## Roller i urval
- Ole Søltoft – Jack Armstrong
- Egil Holmsen – Mr. Armstrong, hans far
- Barbro Hiort af Ornäs – Mrs. Armstrong, hans mor
- Sue Longhurst – Alice Faversham
- Tina Möller-Monell – Marion, hennes syster
- Per-Axel Arosenius – Faversham, pastor
- Julie Bernby – Mrs. Faversham
- Bengt Olsson – Marions man
- Charlie Elvegård – Samson, betjänt
- Diana Dors – Madame Helena, bordellmamma
- Martin Ljung – Jack the Ripper
- Göthe Grefbo – Pettibone, domare
- Lars Lennartsson – Mr. Pendleton
- Börje Mellvig – polisinspektör
- Nils Eklund – polisofficer
- Rolf Bengtsson – museiföreståndare
- Marrit Ohlsson – nucka
- Inger Sundh – bordellflicka
- Vivi Rau – bordellflicka
- Berit Agedal – bordellflicka
- Lasse Lundberg – general

## Musik i filmen
- Champagnegalopp, kompositör Hans Christian Lumbye

## DVD
Filmen gavs ut på DVD 2015. 